# (78799) 2002 XW93
2002 أكس دابليو 93 (ويعرف أيضًا باسم (78799) 2002 أكس دابليو 93 وفق تسمية الكوكب الصغير) (بالإنجليزية: 2002 XW93)‏ هو كويكب ضمن حزام الكويكبات؛ وترتيبه 78799 من حيث الاكتشاف.
اكتُشف هذا الجُرم الفلكي بواسطة مرصد بالومار في 10 ديسمبر 2002.

## وصلات خارجية
- (78799) 2002 XW93 في قاعدة بيانات مختبر الدفع النفاث لأجرام النظام الشمسي الصغيرة

- الاكتشاف · مخطط المدار ·  العناصر المدارية · المعلمات المادية

- (78799) 2002 XW93 على موقع ويكي سكاي: DSS2, SDSS, GALEX, IRAS, Hydrogen α, X-Ray, Astrophoto, Sky Map, Articles and images